# Jordanoleiopus villiersi
Jordanoleiopus villiersi là một loài bọ cánh cứng trong họ Cerambycidae.